# 湳雅 (臺北市)
湳雅，是臺灣臺北市士林區的一個地名，位於該區中部偏西，範圍大致包括蘭雅里不含東北角、蘭興里、忠誠里、德行里、德華里、聖山里西部、三玉里西南角、天祿里西部、天壽里南部。為今日臺北市蘭雅次分區之主要部分，屬廣義的天母地區。

## 歷史
台灣清治末期至日治前期，湳雅地區為一街庄，稱為「湳雅庄」，隸屬於芝蘭一堡。該庄北與三角埔庄為鄰，東隔石角溪與石角庄為鄰，南邊隔外雙溪與福德洋庄為界，西邊隔磺溪與石牌庄為界。
1901年（日治明治三十四年）11月，該庄隸屬於臺北廳，編入第九區。1906年（明治三十九年）1月，第九改名「士林區」。1920年（大正九年），該庄改制為「湳雅」大字，隸屬於臺北州七星郡士林街，大字下有「湳雅」、「德行」小字名。
戰後士林街改制為士林鎮，隸屬於臺北縣，本區劃為蘭雅里。1949年，士林鎮與北投鎮一併改隸屬新成立的草山管理局。1950年隨著草山改名為陽明山，草山管理局亦改名為陽明山管理局，士林鎮仍隸屬之。1968年7月臺北市改制為院轄市，士林鎮併入成為士林區。1990年3月，臺北市各區重劃，該地區仍屬於士林區。

## 交通
台北捷運  淡水信義線 經過湳雅地區，設有芝山站。鄰近居民可由等路線及相關路網快速前往大台北地區各地，亦可在臺北車站轉搭高鐵、台鐵或客運前往全台各地。

## 學校
- 蘭雅國小
- 士東國小
- 文昌國小
- 雨農國小（部分）

## 廟宇
- 湳雅福安宮（土地公）
- 湳雅永安社（軒社）
- 士林德和宮（土地公）
- 士林正安宮（齊天大聖）
- 士林興安宮 (水仙尊王)